# Oxypetalum coalitum
Oxypetalum coalitum är en oleanderväxtart som beskrevs av Fourn.. Oxypetalum coalitum ingår i släktet Oxypetalum och familjen oleanderväxter. Inga underarter finns listade i Catalogue of Life.